# Coppa dell'Imperatore 1974
La Coppa dell'Imperatore 1974 è stata la cinquantaquattresima edizione della coppa nazionale giapponese di calcio.

## Formula
Vengono confermati formato e criteri di ammissione alla competizione, con 26 squadre ai nastri di partenza.

## Squadre partecipanti
Japan Soccer League
- Mitsubishi HI
- Hitachi
- Yanmar Diesel
- Towa Real Estate
- Furukawa Electric
- Nippon Steel
- Toyota Motors
- Toyo Kogyo
- Nippon Kokan
- Eidai Sangyo

Squadre regionali
- Chūō Daigaku (Kantō)
- Doshisha University (Kansai)
- Honda Motor (Tokai)
- Hosei Daigaku (Kantō)
- Iwate Teachers (Tohoku)
- Kyūshū University (Kyūshū)
- Mitsui ES (Chūgoku)
- Nagoya Club (Tokai)
- NTTPC Kinki (Kansai)
- Osaka Shodai (Kinki)
- Sapporo University (Hokkaidō)
- Tanabe Pharma (Kansai)
- Teihens (Hokuriku)
- Teijin Matsuyama (Shikoku)
- Waseda Daigaku (Kantō)
- Yomiuri (Kantō)

## Date
| Turno            | Data             |                 |
| ---------------- | ---------------- | --------------- |
| Primo turno      | 8 dicembre 1974  |                 |
| Secondo turno    | 15 dicembre 1974 |                 |
| Terzo turno      | 22 dicembre 1974 |                 |
| Quarti di finale | 25 dicembre 1974 |                 |
| Semifinali       | 28 dicembre 1974 |                 |
| Finale           | 1º gennaio 1975  | 1º gennaio 1975 |

## Risultati

### Primo turno
| Squadra 1    | Risultato | Squadra 2        |
| ------------ | --------- | ---------------- |
| Chūō Daigaku | 6 - 0     | Iwate Teachers   |
| NTTPC Kinki  | 2 - 1     | Teijin Matsuyama |

### Secondo turno
| Squadra 1           | Risultato                     | Squadra 2      |
| ------------------- | ----------------------------- | -------------- |
| Chūō Daigaku        | 0 - 2                         | Nippon Kokan   |
| Doshisha University | 0 - 2                         | Nagoya Club    |
| Honda Motor         | 1 - 2                         | Waseda Daigaku |
| Kyūshū University   | 0 - 2                         | Osaka Shodai   |
| Sapporo University  | 2 - 1                         | Hosei Daigaku  |
| Mitsui ES           | 0 - 4                         | Tanabe Pharma  |
| Teihens             | 0 - 5                         | Yomiuri        |
| Eidai Sangyo        | 2 - 0 (d.t.s.) 3 - 0 (d.c.r.) | NTTPC Kinki    |

| Squadra 1         | Risultato                     | Squadra 2          |
| ----------------- | ----------------------------- | ------------------ |
| Furukawa Electric | 0 - 1                         | Nippon Kokan       |
| Nagoya Club       | 2 - 5                         | Yanmar Diesel      |
| Toyota Motors     | 1 - 0                         | Waseda Daigaku     |
| Osaka Shodai      | 1 - 2                         | Mitsubishi HI      |
| Hitachi           | 9 - 0                         | Sapporo University |
| Tanabe Pharma     | 0 - 1                         | Toyo Kogyo         |
| Towa Real Estate  | 3 - 2                         | Yomiuri            |
| Eidai Sangyo      | 1 - 1 (d.t.s.) 3 - 1 (d.c.r.) | Nippon Steel       |

### Quarti di finale
| Squadra 1        | Risultato | Squadra 2     |
| ---------------- | --------- | ------------- |
| Nippon Kokan     | 0 - 3     | Yanmar Diesel |
| Toyota Motors    | 1 - 2     | Mitsubishi HI |
| Hitachi          | 1 - 2     | Toyo Kogyo    |
| Towa Real Estate | 0 - 1     | Eidai Sangyo  |

### Semifinali
| Squadra 1     | Risultato | Squadra 2     |
| ------------- | --------- | ------------- |
| Mitsubishi HI | 0 - 2     | Yanmar Diesel |
| Toyo Kogyo    | 1 - 2     | Eidai Sangyo  |

### Finale
| Tokyo 1º gennaio 1975 | Yanmar Diesel | 2 – 1 | Eidai Sangyo | National Stadium |